# Butanska umetnost
Butanska umetnost je podobna tibetanski umetnosti. Oboje temelji na Vadžrajana budizmu in njegovem panteonu učiteljev in božanskih bitij.
Najpomembnejša redova budizma v Butanu sta Drukpa-Kagju (sekta Rdečih kap, šola Kagju) in Njingma. Prvi je podružnica šole Kagju in je znan po slikah, ki dokumentirajo rodovnik budističnih mojstrov in 70 Je Khenpo (voditelji butanske meniške ustanove). Šola Njingme je znana po podobah Padmasambhave ('guru Rinpoče'), ki je zaslužen za uvajanje budizma v Butan v 7. stoletju. Po legendi je Padmasambhava skrival zaklade za bodoče budistične mojstre, zlasti Pema Lingpa, da bi jih našli. Tertoni so tudi pogoste teme njingma umetnosti.
Vsakemu božanskemu bitju so dodeljene posebne oblike, barve in / ali identifikacijski predmeti, kot so lotos, školjka, strela in skleda za hrano. Vse svete podobe so narejene po natančnih specifikacijah, ki so bile stoletja izjemno nespremenjene.
Butanska umetnost je še posebej bogata z različnimi vrstami brona, ki so skupaj znani pod imenom Kham-so (izdelani v Kham - zgodovinska tibetanska regija, ki pokriva območje, ki je v veliki meri razdeljeno med današnjo Tibetansko avtonomno regijo in Sečuan, z manjšimi deli v Qinghai, Gansu in kitajski provinci Junan), čeprav so izdelani v Butanu, ker je bila tehnika izdelave prvotno uvožena iz tibetanske regije. Stenske slike in skulpture so v teh regijah oblikovane na podlagi glavnih brezčloveških idealov budistične umetnosti. Čeprav je njihov poudarek na podrobnostih izpeljan iz tibetanskih modelov, je njihov izvor mogoče zlahka razločiti, kljub obilno vezenim oblačilom in bleščečim ornamentom, s katerimi so te številke bogato pokrite. V grotesknem svetu demonov so umetniki očitno imeli večjo svobodo delovanja kot pri modeliranju podob božanskih bitij.
Umetnost in obrt Butana, ki predstavlja izključno »duh in identiteto himalajskega kraljestva«, je opredeljena kot umetnost Zorig Chosum, kar pomeni 'trinajst butanskih umetnosti in obrti', trinajst obrti so mizarstvo, slikarstvo, izdelava papirja, kovaštvo, tkanje, kiparstvo in številne druge. Inštitut Zorig Chosum v Thimphuju je glavna ustanova tradicionalnih umetnosti in obrti, ki jo je ustanovila vlada Butana in katere edini cilj je ohranitev bogate kulture in tradicije Butana ter usposabljanje študentov v vseh tradicionalnih oblikah umetnosti. V vzhodnem Butanu obstaja še ena podobna institucija, znana kot Trashi Yangtse. Butansko podeželsko življenje je prikazano tudi v Muzeju ljudske dediščine v Thimphuju. Tu je tudi Studio za amaterske umetnike, ki spodbuja in promovira oblike umetnosti med mladimi.

## Tradicionalna butanska umetnost
V Butanu so tradicionalne umetnosti znane kot zorig chusum (zo = zmožnost za izdelavo; rig = znanost ali obrt; chusum = trinajst). Te prakse so se postopoma razvijale skozi stoletja, pogosto so se prenašale iz roda v rod z dolgoletnimi odnosi do določene obrti. Te tradicionalne obrti predstavljajo stotine let znanja in sposobnosti, ki so se prenašale skozi generacije.
Veliki terton iz 15. stoletja, Pema Lingpa, je tradicionalno zaslužen za uvajanje umetnosti v Butan. Leta 1680 je Ngavang Namgjal, šabdrung Rinpoče, odredil ustanovitev šole za poučevanje v trinajstih tradicionalnih umetnostih. Čeprav so veščine obstajale veliko prej, se domneva, da je bil zorig chusum prvič uradno kategoriziran v času vladavine Gjalse Tenzin Rabgje (1680-1694), 4. Druk Desija (posvetni vladar). Trinajst tradicionalnih umetnosti so: 
- Dejšo  - izdelava papirja: ročno izdelan papir, izdelan večinoma iz rastline Daphne ('volčin') in lepila iz korenine Combretum indicum
- Dozo – kamnoseštvo: ta umetnost se uporablja pri gradnji kamnitih bazenov in zunanjih zidov dzongov, gomp, stup in nekaterih drugih zgradb.
- Garzo – kovaštvo: proizvodnja železnih izdelkov, kot so kmečko orodje, noži, meči in pripomočki.
- Džinzo - umetnost obdelave gline: izdelava verskih kipov in obrednih predmetov, lončenine in gradnja stavb z uporabo malte, mavca in zbite zemlje.
- Lhazo – slikarstvo: od slik na thangke, poslikave sten in kipov do okraskov na pohištvu in okenskih okvirjih.
- Lugzo - bronasto litje: izdelava bronastih grebenov streh, kipov, zvoncev in obrednih pripomočkov, poleg nakita in gospodinjskih predmetov z ulivanjem v pesek in litjem z voskom. Večji kipi se izdelujejo v tehniki repoussé.
- Parzo - les, skrilavci in rezbarjenje v kamnu: izdelava predmetov kot so tiskarski bloki za verska besedila, maske, pohištvo, oltarji in slike iz skrilavca, ki krasijo številna svetišča in oltarje.
- Šagzo - struženje: izdelovanje različnih skled, plošč, skodelic in drugih posod.
- Šingzo - obdelava lesa - tesarstvo: uporabno v gradnji dzongov in gomp
- Thagzo - tkanje: proizvodnja nekaterih najbolj zapletenih tkanin, proizvedenih v Aziji.
- Trözo - obdelava srebra in zlata: izdelava nakita, obrednih predmetov in uporabnih gospodinjskih predmetov.
- Tšazo - obdelava trsa in bambusa: proizvodnja različnih izdelkov, kot so loki in puščice, košare, posode za pijače, pripomočki, glasbeni instrumenti, ograje in preproge.
- Tšemazo - vezenje: delo z iglo in nitjo za izdelavo oblačil, čevljev ali najbolj zapletenih aplikacij.

## Značilnost
Izdelki za vsakdanjo rabo so še danes oblikovani, kot so bili pred stoletji. Tradicionalna umetnost se prenaša iz roda v rod. Butanski obrtniki so kvalificirani delavci v kovinarstvu, rezbarstvu iz lesa in skrilavca ter kipov iz gline. Izdelki iz lesa so sklede in posode, nekatere obložene s srebrom. Elegantne, vendar močne tkanine iz bambusa, rogoznice, klobuki in kravate, so funkcionalne in okrasne. Ročno izdelan papir je izdelan iz drevesne skorje s postopkom, ki se je prenašal skozi leta.
Vsaka regija ima svoje posebnosti: surova svila prihaja iz vzhodnega Butana, brokat iz Lhuntshi (Kurtoe), volneni izdelki iz Bumthanga, bambusovi izdelki iz Khenga, leseni izdelki iz Tashi Yangtse, zlato in srebro iz Thimphuja in izdelki iz jakove dlake s severa ali Črnih gora.
Večina butanskih umetniških predmetov se proizvaja za uporabo v samem Butanu. Razen zlatarjev, srebrarjev in slikarjev so obrtniki kmetje, ki proizvajajo te izdelke in tkanine v prostem času, pri čemer se prodaja presežna proizvodnja. Večina izdelkov, zlasti tkanin, je relativno draga. Pri najvišjih kvalitetah se vsak korak proizvodnje opravi ročno, od barvanja niti ali odrezovanja bambusa v gozdu do tkanja ali pletenja končnega izdelka.
Čas, porabljen za izdelavo ročnih del, je precejšen in lahko za nekatere tkanine vključuje tudi dve leti. Hkrati pa se številne sodobne inovacije uporabljajo tudi za cenejše izdelke, zlasti sodobne barve in preja - Butan je eno od redkih mest, kjer lahko kupite ročno tkana poliestrska oblačila.

## Izdelki
Tekstilije
Butanski tekstil je edinstvena umetnostna oblika, ki jo navdihuje narava in je narejena v obliki oblačil, obrti in različnih vrst posod v privlačni mešanici barve, teksture, vzorca in sestave. Ta oblika umetnosti je prisotna po vsem Butanu in v Thimphuju v vsakdanjem življenju njenih ljudi. Je tudi pomembno oblačilo za kulturno izmenjavo, ki različno označuje priložnosti rojstva in smrti, ugodne funkcije, kot so poroke in strokovni dosežki ter pozdravljanje dostojanstvenikov. Vsaka regija ima svoje posebne modele tekstilij, bodisi iz rastlin, barvane volne, znane kot jathra ali čiste svile, ki se imenuje kišuthara. Ženske, ki spadajo v majhno skupnost, tkejo te tekstilije kot dediščino domače obrti.
Slike
Večina butanske umetnosti, vključno s slikanjem, znanim kot lhazo, je vedno osredotočena na religijo. Izdelujejo jih umetniki, ne da bi se nanje podpisali. Slike obsegajo različne vrste, vključno s tradicionalnimi thangkami, ki so slike v roli, izdelane v »zelo stiliziranih in strogih geometrijskih razmerjih« budistične ikonografije, ki so narejene z mineralnimi barvami. Večina hiš v Butanu ima verske in druge simbolne motive, ki so naslikani v njihovih hišah in tudi na zunanjih zidovih.
Kipi
Umetnost izdelovanja verskih skulptur je edinstvena v Butanu in je zato zelo priljubljena v himalajski regiji. Osnovni material za izdelavo skulptur je glina, ki je znana kot džinzob. Glinasti kipi budističnih verskih ikon, ki so jih izdelali znani umetniki Butana, krasijo različne samostane. Te umetniške oblike kiparstva učijo študente profesionalni umetniki na Inštitutu Zorig Chosum v Thimphuju.
Izdelava papirja
Ročno izdelan papir, znan kot dejšo, se v Butanu pogosto uporablja in je trpežen in odporen na insekte. Osnovni uporabljeni material je lubje rastline Daphne. Ta papir se uporablja za tiskanje verskih besedil. Na tem papirju so natisnjene tradicionalne knjige. Uporablja se tudi za pakiranje daril. Poleg papirja, ročno izdelanega, papirne tovarne v Butanu izdelujejo tudi okrasne umetniške papirje z vzorci cvetnih listov, listja in drugih materialov. Za uporabo ob posebnih priložnostih je narejen tudi rastlinski papir.
Rezbarjenje lesa
Rezbarjenje lesa, znan kot parzo, je specializirana in starodavna umetnostna oblika, ki je bistveno mešana z modernimi stavbami v obnovljenem Butanu. Rezani leseni bloki se uporabljajo za tiskanje verskih molitvenih zastav, ki so vidne po vsem Butanu pred samostani, na hribovitih grebenih in drugih verskih prostorih. Rezbarjenje se izvaja tudi na skrilavcu in kamnu. Les, ki se uporablja za rezbarjenje, je posekan vsaj eno leto pred rezbarjenjem.
Izdelava mečev
Umetnost izdelave mečev sodi v tradicijo garza (ali kovaštvo), umetniške oblike, ki se uporablja za izdelavo vseh kovinskih orodij, kot so meči, noži, verige, puščice in tako naprej. Ceremonialni meči so izdelani in podarjeni ljudem, ki so počaščeni za svoje dosežke. Te meče nosijo moški v vseh posebnih priložnostih. Otroci nosijo tradicionalni kratek nož, znan kot dudzom. Terton Pema Lingpa, verski zakladnik iz srednjega Butana, je bil najbolj znan izdelovalec mečev v Butanu.
Izdelava škornjev
Nič nenavadnega ni videti tradicionalne butanske škornje iz blaga. Tkanina je ročno šivana, vezena in aplicirana z butanskimi motivi. Nosijo se ob slavnostnih priložnostih (obvezno); barve, uporabljene na čevlju, označujejo čin in status osebe, ki jih nosi. Ministri nosijo oranžno barvo, visoki uradniki nosijo rdeče in običajni ljudje nosijo bele čevlje. Ta umetniška oblika je bila oživljena na Inštitutu Zorig Chosum v Thimphu. Ženske tudi nosijo škornje, vendar krajše dolžine, ki segajo tik nad gležnje.
Izdelki iz bambusa
Izdelki, narejeni iz trsa in bambusa, so znani kot thazo. Izdelava poteka v številnih podeželskih skupnostih v mnogih regijah Butana. Nekaj posebnih predmetov te oblike umetnosti je belo in bangčung, popularno znana kot butanska košara Tupperware, izdelana v različnih velikostih. Košare različnih velikosti se uporabljajo v domovih in za potovanje na konju in kot bučke za lokalno pijačo, ki se imenujejo arra.
Izdelava lokov in puščic
Za zadovoljitev naraščajočega povpraševanja po lokih in puščicah, ki se uporablja v nacionalnem športu lokostrelstvo, izdelujejo bambusne loke in puščice obrtniki, ki uporabljajo posebne vrste bambus in gorsko trstiko. Uporabljeni bambus je izbran v določenih sezonah, oblikovan po velikosti in spretno izdelan v lok in puščice. Thimphu ima Changlimithang stadion in igrišče za lokostrelstvo, kjer je lokostrelstvo poseben šport. 
Nakit
Zapleten nakit z motivom, izdelan iz srebra in zlata, je zelo iskan pri ženskah Butana. Tradicionalni nakit so težke zapestnice komas ali pritrdilni elementi za obleko kira (tradicionalna obleka butanskih žensk), uhani in prstani s turkizi in ogrlice z intarzijami iz dragih kamnov, kot so antični turkiz, koralne kroglice in kamen zhi. Zhi kamen velja za nagrajeno posest, saj naj bi imel »zaščitno moč«; ta kamen ima črno-bele spiralne modele, imenovane 'oči'. Rečeno je tudi, da je zhi tudi ahat narejen v kroglice.

## Ustanove
Nacionalni inštitut Zorig Chusum
Nacionalni inštitut Zorig Chusum je središče izobraževanja butanske umetnosti. Slikarstvo je glavna tema inštituta, ki zagotavlja 4-6 let usposabljanja v butanskih tradicionalnih umetnostnih oblikah. Kurikulum zajema celovit tečaj risanja, slikanja, rezbarstva, vezenja in izdelovanja kipov. Slike Bude so tukaj priljubljene. 
Obrtniške delavnice
V bližini Nacionalnega inštituta Zorig Chusum je velik vladni center, ki se ukvarja z vrhunskimi obrtmi, tradicionalnimi umetnostmi in nakitom. Gho in kira, nacionalna noša butanskih moških in žensk, sta na voljo v tem centru. Mesto ima še veliko drugih zasebnih podjetij, ki se ukvarjajo s thangkami, slikami, maskami, medenino, starinskim nakitom, naslikanimi lama tablami, znanimi kot čoektse, bobni, tibetanske violine in tako naprej. Zangma Handicrafts Emporium prodaja zlasti obrtne izdelke, izdelane v inštitutu Zorig Chusum.
Muzej ljudske dediščine
Muzej ljudske dediščine v soseski Kavadžangsa v Thimphuju je zgrajen na podobi tradicionalne butanske kmetije z več kot 100 let starim pohištvom. Zgrajen je kot tri nadstropna zgradba z utrjenimi zidoviiz blata in lesenimi vrati, okni in streho, prekrito s skrilavci. Veliko razkriva o butanskem podeželskem življenju.
Studio za amaterske umetnike
Namen amaterskega umetniškega studia je spodbujati tradicionalne in sodobne umetniške oblike med mladimi iz Thimphuja, ki želijo poznati te umetniške oblike. Umetniška dela teh mladih umetnikov so na voljo tudi v prodaji v galeriji Art Shop v studiu. 
Nacionalni muzej tekstila
Nacionalni tekstilni muzej v Thimphuju prikazuje različne butanske tekstilije, ki so obsežne in bogate s tradicionalno kulturo. Razstavlja tudi pisane in redke narodne noše.

## Razstave
Muzej umetnosti Honolulu je nekaj let razvijal in vodil razstavo The Dragon's Gift: Sacred Arts of Butan.  Razstava v februarju in maju 2008 v Honoluluju je v letih 2008 in 2009 potekala na lokacijah po vsem svetu, vključno z muzejem umetnosti Rubin (New York City), muzej azijske umetnosti (San Francisco), [9] muzej Guimet (Pariz) ), Muzej vzhodnoazijske umetnosti (Köln, Nemčija) in muzej Rietberg Zürich (Švica).

## Primeri butanske umetnosti
- Butanska thangka z gore Meru in budistično vesolje, 19. stoletje, Trongsa dzong, Trongsa
- Slikana butanska mandala Bhaisajyaguru z boginjo Prajnaparamita v centru, 19. stoletje, Muzej umetnosti Rubin
- Butanska aplikacija Drukpa budistične linije thangka z Gautama Budo v središču, 19. stoletje
- Butanske lesene maske
- Rezbarjen skrilavec, Dochula čorten
- Reliefi v Punakha dzong